# 鐵超人
參數所指定的目標頁面不存在，建議更正成存在頁面或直接建立下列一個頁面（建立前請先搜尋是否有合適的存在頁面可以取代）：
- 鐵超人 (電影)

《鐵超人》是1980年10月3日至1981年9月25日間於日本電視台播出的機器人動畫，由日本東京MOVIE製作，為橫山光輝漫畫《鐵人28號》的第2次改編動畫作品，播映時間為每週五18:00－18:30。台灣於1987年11月11日至1988年9月14日間，由台視引進於每週三18:00－18:30時段放映。
這套動畫在製作與播出時，標題並沒有包含“太陽の使者”，當時比較普遍的是書面資料會於標題後加註“（新）”作標記。之後坊間為方便區分，往往借用其片頭曲名字來稱之，直至2001年發售DVD版本時才正式採用此一片名。

## 故事
20世紀到了90年代，隨著安全而不虞匱乏的新能源－太陽能的大量開發利用，人類的科學文明呈現出一片繁榮璀璨的美景，但也因而招致了心術不正者的覬覦，使平靜的世界頓時陷入空前浩劫之中。就在此時金正雄（金田正太郎）操縱父親所遺留下的挺身而出，肩負起捍衛地球的重任要將這干惡徒們繩之以法。

## 主要人物

### 正太郎與身邊的親友
- CV：山田栄子

開發者的遺孤。聰明伶俐，具有強烈正義感，是全劇的靈魂人物。
- CV：金内吉男

繼承理念的科學家。為人正直不阿並擁有淵博的學識，開發有「獨立連動系統」與「小精靈（08）」是為正雄（正太郎）與鐵人28號身後的堅實後盾。
- CV：滝沢久美子

博士之女；為本作中『原創』的女主角。天真爛漫活潑又可愛，她和正雄（正太郎）是青梅竹馬的好朋友，處處表現出對其的無限關懷。
- CV：富田耕生

國際刑警組織＝ICPO（インターポール）支部的領導人。勇敢機敏辦案認真負責，指揮警察們執行保防任務，於劇中與正雄（正太郎）協同解決各種各樣功不可沒的案件；之後在中高昇為地球防衛軍長官。

### 敵方
- 布蘭奇（ブランチ）CV：小林修；代演：澤木郁也（《超級機械人大戰Z2 再世篇》）

機器人黑幫（ロボットマフィア/台譯：傀儡幫）首領；殺害金（金田賢太郎）博士的兇手。性格狡詐詭計多端一心一意妄想征服世界；在歷經多次失敗後為了達到目的不則手段，自甘淪為宇宙魔王的馬前卒。
但最後發現被宇宙魔王利用並立刻背叛也暗中幫助正太郎一行，死於宇宙魔王的士兵們槍擊之下。
- 不亂拳博士（不乱拳/フランケン/台譯：佛朗根）CV：大木民夫

研發智慧型機器人的科學家。因其將研究置於首位的態度而被犯罪組織利用，最後頓悟時為時已晚而死於槍下含恨而終。
- 艾沙坦（エルサタン）CV：此島愛子

武器走私組織「ダーティーサタン」的女頭目。
化名吉娜早川(ジーナ早川)潛伏於正太郎身邊，但因香水的原因其真身被正太郎看穿。
- 宇宙魔王（うちゅうまおう）CV：内海賢二；代演：屋良有作（《超級機械人大戰Z3 時獄篇》）

實體是有自我意識企圖征服宇宙的黑洞，最後因其內的核心「黑暗太陽」被攻毀而滅亡。
- 魔獸王子古拉（グーラ）CV：戶田恵子；代演：齋賀光希（《超級機械人大戰Z3 時獄篇》）

宇宙魔王之子。來自於另個太陽系的地球，從太空艙的人工冬眠甦醒並結識了正雄（正太郎）等人，是位原本有著和善本性的少年，但在知悉自己的身世之後，為要成為魔王的繼任者而變的冷酷無情。
- 丹坎（ダンカン）CV：柴田秀勝

出場於第40集的宇宙魔王部下，搭乘スペースロボ4號到地球進行降伏於宇宙魔王的勸告，與鐵人28號展開戰鬥，最後捲入スペースロボ4號爆炸而死亡。
- 史帕克（スパーク）

出場於第35集的宇宙魔王部下。
- DT（ロビー） CV：西川幾雄

因100年前母星無故遭受魔王消滅的外星機器人，為了達成伺機替同胞報仇的目的而潛入於其下，而多次在暗中透露重要的情報給人類，於劇末完成報復後隻身往宇宙離去。

## 主場機械
的父親－金（金田賢太郎）博士預測未來世界可能遭遇危機，而潛心策劃開發的巨大機器人；不料在太陽能變換裝置完成之際遇害，之後由沈博士接手下如期完成其遺志，並在其改良下搭載了能夠使各部位個別運作的「獨立連動系統」。非戰時停放於沈（敷島）宅的網球場底下待命，必須藉由遙控器（Vコン）發號司令啟動。
博士製作專任檢整鐵人28號工作的小型機器人。
由佛朗根（フランケン）博士所開發完成的智慧型機器人，俱有幼兒程度的智力能夠以直接聲控操作，搭載有裝設於雙眼部位射出的「電磁光線」。在其生父死後被收入機器人博物館中展示，而後卻又曾被盜取流入惡人們的手中，在經一番奮戰奪回後與鐵人28號數度組成搭檔；最後在第49集中因內疚於自己的過失而壯烈犧牲……。
- 太空巡邏艦（アストロキャット）

於最終決戰等人所搭乘趕赴宇宙的太空船。

## 工作人員
- 原作：橫山光輝
- 企劃：吉川斌（日本電視台）
- 製片：堀越徹（日本電視台）、赤川茂
- 作畫監督：鈴木欽一郎
- 機械設計：前田實
- 美術監督：石垣努
- 攝影監督：新井隆文
- 錄音監督：伊達涉
- 選曲：東上別符精
- 音樂：清水靖晃、マライア
- 文藝擔當：小野田博之
- 製作擔當：松元理人
- 總監督：今澤哲男
- 編劇：藤川桂介、城山昇、荒木芳久、櫻井正明、高屋敷英夫、金子裕
- 演出：今澤哲男、腰繁男、山吉康夫、四辻たかお、川田武範、富澤信雄、永丘昭典、岡崎稔、出崎哲、藤原良二、關田修、廣川和之、谷田部勝義
- 分鏡：川田武範、貞光紳也、山崎和男、青木悠三、廣川和之、滝澤敏文
- 機械修正：本橋秀之、龜垣一
- 美術設定：石垣努
- 背景：スタジオ盎夢
- 上色：イージーワールド
- 錄音調整：飯塚秀保
- 效果：横山正和
- 攝影：ティ・ニシムラ
- 編集：鶴渕允寿、高橋和子
- 標準字設計：高具秀雄
- 色指定：山本雅世、砂川千里
- 製作進行：長井圭次、南部正昭、岩田幹宏、水沼健二、吉田力男
- 錄音：東北新社
- 沖印：東京現像所
- 製作：東京電影新社

## 主題歌
- 日本

- 片頭

（作詞：藤川桂介／作曲：清水靖晃／歌：ギミック）
- 片尾

（作詞：藤川桂介／作曲：清水靖晃／歌：ギミック）
（作詞：亞蘭知子／作曲：河内淳一／歌：ギミック）
- 台灣

- 鐵超人（作詞：張敏祥／作曲：林垂立）

## 劇集列表
|    | 原文標題                                    | 台視標題       |
| -- | ------------------------------------------- | -------------- |
| 1  | 太陽の使者! 鉄人28号                        | 太陽使者       |
| 2  | 奪われた鉄人!                               |                |
| 3  | 暴走特急をとめろ!                           | 飛車驚魂       |
| 4  | 恐怖の怪鳥軍団                              | 恐怖鳥園       |
| 5  | 謎の幽霊ロボット                            |                |
| 6  | エーゲ海の大怪獣!                           | 愛琴海妖魔     |
| 7  | 死を呼ぶ人工衛星                            | 人造衛星惹的禍 |
| 8  | 恐怖の殺人合体ロボ                          |                |
| 9  | 鉄人対エイリアン!                           | 禍從天降       |
| 10 | 鉄人の弱点を見た!                           | 弱點曝光       |
| 11 | 鉄人敗れる!                                 | 鐵人敗北       |
| 12 | 鉄人対鉄人                                  | 鐵人對鐵人     |
| 13 | 鉄人対正太郎                                | 真假莫辨       |
| 14 | 北極の大決戦!                               | 北極大決戰     |
| 15 | 怪! 幻のドラゴン                            | 恐龍之秘       |
| 16 | 復讐ロボ・ギルダー                          | 名分之爭       |
| 17 | でた! 南海の大魔神                          | 南海魔神       |
| 18 | 巨大戦艦をたたけ!                           |                |
| 19 | 地獄のサファリ・パニック!                   |                |
| 20 | 大破壊! スフィンクスロボ                    | 怪獸復活       |
| 21 | 恐るべきワナを打ちやぶれ!                   |                |
| 22 | ピンチ! たたかえない鉄人                    | 直搗賊窩       |
| 23 | 激突! 鉄人対ふくしゅう鬼                    |                |
| 24 | 正太郎、宇宙からの大逆転!                   | 絕地反攻       |
| 25 | 宇宙魔王現る!                               |                |
| 26 | ブランチの最期                              |                |
| 27 | キングコング対鉄人                          | 兩強對決       |
| 28 | 強敵! カンフーロボ                          |                |
| 29 | ギネスブックへの挑戦                        | 挑戰者         |
| 30 | 決死のニトロ輸送!!                          |                |
| 31 | 要塞彗星の襲撃!                             | 惡夢成真       |
| 32 | 死闘! 白夜の対決                            | 北海風波       |
| 33 | 破壊された鉄人!                             | 技高一着       |
| 34 | 最大の敵! ブラックオックス                  | 強敵黑金剛     |
| 35 | 鉄人をとりもどせ!                           | 無孔不入       |
| 36 | 宿命の対決! 鉄人対オックス                  | 仿冒之戰       |
| 37 | 伝説の巨人・鉄人28号                        | 天神下凡       |
| 38 | 秘（まるひ）指令! コンボイ作戦              | 貨櫃作戰       |
| 39 | 魔獣王子めざめる!                           | 魔獸王子       |
| 40 | 見た! 魔王の正体                            | 魔王之秘       |
| 41 | 鉄人が消えた!?                              | 印加女王       |
| 42 | スリラーシリーズI 怪奇! ドラキュラのたたり  |                |
| 43 | スリラーシリーズII 死神ゾンビに呪われた鉄人 |                |
| 44 | スリラーシリーズIII 幽霊の正体をあばけ!     |                |
| 45 | 暴走! 地獄の天使                            |                |
| 46 | 鉄人の不思議な旅                            | 古城救公主     |
| 47 | 鉄人売ります!                               | 危機四伏       |
| 48 | 地球最大のピンチ!                           | 地球保衛戰     |
| 49 | さらばブラックオックス                      | 黑牛殉難       |
| 50 | グーラ王子死す!                             | 生死決戰       |
| 51 | 銀河の王者! 鉄人28号                        | 鐵超人發威     |

## 外部連結
- 鉄人28号 (TOKYO MX) （页面存档备份，存于）（日語）
- 台灣電視資料庫[永久]